# برایان برتینو
برایان برتینو (به انگلیسی: Bryan Bertino) کارگردان و فیلم‌نامه‌نویس آمریکایی است که بیشتر برای کارگردانی و نویسندگی غریبه‌ها شناخته شده است.

## پیشینه و تحصیلات
برتینو در کراولی، تگزاس زاده شد. وی در دانشگاه تگزاس در آستین فیلمبرداری خواند. او سپس به لس آنجلس، کالیفرنیا رفت و در آنجا مشغول به کار در هالیوود شد.